# Pidkamin
Pidkamin (ukrainien : Підкамінь) est une commune urbaine de l'oblast de Lviv, en Ukraine. Elle compte 1 929 habitants en 2021.

## Histoire
La ville est connue pour son rocher du diable ou le monastère dominicain. Il fut établi par Hyacinthe de Cracovie et douze moines ayant fui l'invasion mongole de 1240 à Kiev.